# Ненадић (Сомбор)
Ненадић је салашарско насеље, једно од 16 насеља града Сомбора.

## Географија
Ненадић се налази 5 до 8 километара од Сомбора. Иако се салаши "истежу" у правцу север-југ, разбацани су и у њивама. Ненадић је малтане "срастао" са Сомбором, пошто је стамбена изградња прилична и нови становници, који овде купују земљу насеље све више примичу граду, тако да Сомбор постаје све више сомборско предграђе.

## Историја
Године 1702. се овај салаш први пут помиње као пустара, а 20 година касније, ту живе сомборски војници који ово насеље зову Столишић. Иницијатива за оснивање школе у Ненадићу покренута је 1859.

## Капела Марије Блажене
Капела посвећена Марији Блаженој је сазидана на сам крај 20-их година прошлог века. Уз капелу се налази звоно и стан чувара.